# Eleutherodactylus monensis
Eleutherodactylus monensis är en groddjursart som först beskrevs av Meerwarth 1901.  Eleutherodactylus monensis ingår i släktet Eleutherodactylus och familjen Eleutherodactylidae. IUCN kategoriserar arten globalt som sårbar. Inga underarter finns listade i Catalogue of Life.